# Bacopa
Bacopa er navnet på en planteslægt med ca. 10 arter, der er udbredt i troperne. Det er en- eller flerårige, urteagtige planter med krybende eller opret vækst. Stænglerne er hårløse og runde i tværsnit, og de bærer de ustilkede blade modsat eller i krans. Bladene er hele og runde til linjeformede med hel rand. Blomsterne sidder enkeltvis eller parvis sammen i bladhjørnerne. DE er regelmæssige og 5-tallige med hvide, blå eller purpurrøde kronblade.
| Beskrevne arter |

- Bacopa caroliniana
- Bacopa monnieri

| Andre arter |

- Bacopa decumbens
- Bacopa repens